# Agapitowskaja
Agapitowskaja (ros. Агапитовская) – wieś w Rosji, w rejonie tarnoskim obwodu wołogodzkiego. W 2010 r. liczyła 8 mieszkańców.